# 매지 싱클레어
매지 싱클레어(영어: Madge Sinclair, 1938년 4월 28일 ~ 1995년 12월 20일)는 미국의 배우이다.
자메이카 킹스턴에서 태어났으며 로스앤젤레스에서 사망하였다. 사인은 백혈병이다.

## 영화
- 라이온 킹 (1994년) - 여왕 사라비 목소리 역
- 트리플 러브 (1993년)
- 퀸 (1993년)
- 올리버의 모험 (1989년)
- 구혼 작전 (1988년)
- 뿌리 - 그 다음 세대 (1979년)
- 콘보이 (1978년)
- 뿌리 (1977년)
- 콘랙 (1974년)